# 中部しんきんカード
株式会社中部しんきんカード（ちゅうぶしんきんカード、CHUBU SHINKIN BANK CARD Co.,Ltd.）は、東海地方4県の信用金庫の出資会社で、愛知県名古屋市に本拠を置くクレジットカード会社である。

## 概要
1984年6月に東海地区（静岡・愛知・岐阜・三重）の信用金庫を母体としてVISAカードを発行する「株式会社中部しんきんクレジットサービス」（ちゅうぶしんきんクレジットサービス）として設立される。翌7月より営業開始。
1998年11月よりJCBカードの発行を開始する。
VJA加盟企業であると同時に、ジェーシービーのフランチャイジー。
会員数は501,450人（令和3年3月期）、加盟店数は24,093（令和3年3月期）。

## 沿革
- 1984年（昭和59年）6月18日 - 株式会社中部しんきんクレジットサービスを設立。営業開始及びVISAカードの発行開始[1]。
- 1998年（平成10年）11月 - JCBカードの発行開始[1]。
- 2006年（平成18年）4月1日 - 株式会社中部しんきんカードに社名変更[1]。
- 2008年（平成20年）5月7日 - 本社所在地変更[1]。

## クレジットカード

### 中部しんきんVISAカード

#### 個人カード
- 中部しんきんVISAプラチナカード
- 中部しんきんVISAゴールドカード
- 中部しんきんVISAクラシックカード
- ロードサービスゴールドカード - ロードサービスが付帯。
- ロードサービスクラシックカード - ロードサービスが付帯。
- セルカカード - 旅行保険が充実。
- レディースカード - 主婦は無条件で申し込み可能。
- ネオステージ - 30歳未満向け。
- ネオステージプラス - 30歳を超えた後のネオステージ会員の更新カード。

#### 法人カード
- 中部しんきんVISAビジネスプラチナカード
- 中部しんきんVISAゴールドカード
- 中部しんきんVISAクラシックカード
- ロードサービスゴールドカード - ロードサービスが付帯。
- ロードサービスクラシックカード - ロードサービスが付帯。

#### 追加カード
- ETCカード
- 中部しんきんWAON
- 中部しんきんiD

### 中部しんきんJCBカード

#### 個人カード
- 中部しんきんJCBゴールドカード
- 中部しんきんJCB一般カード
- 中部しんきんJCB GOLD EXTAGEカード - 若年層向けゴールドカード。
- 中部しんきんJCB CARD EXTAGEカード - 若年層向け一般カード。

#### 法人カード
- 中部しんきんJCBゴールドカード
- 中部しんきんJCB一般カード

#### 追加カード
- ETCカード
- 中部しんきんQUICPay
- CHUBUCA(チュブカ) - QUICPayとnanacoが一枚になったカード。

## 加盟する信用情報機関
割賦販売法および貸金業法に基づきクレジットカードなどの信用審査を行う為に以下の信用情報機関に加盟する。
- 株式会社シー・アイ・シー(CIC)